# Hasse Hansson (bildlärare)
Frank Hasse Hansson, född 26 september 1940 i Stenkyrka församling i Göteborgs och Bohus län, död 19 september 2019 i Katarina distrikt i Stockholm, var en svensk bildlärare och författare.
Hasse Hansson var son till fiskhandlaren Ville Hansson och Ester, ogift Johannisson. Efter teckningslärarexamen vid Konstfack 1962 var han anställd som teckningslärare i Stockholm 1962–1969. Han var lektor för Bild och form vid Uppsala universitet 1969–1983, prefekt vid institutionen för bildpedagogik på Konstfack 1984–1995, prorektor vid Konstfack från 1990 och lektor i bildpedagogik från 1995.
Han var ledamot av Kulturrådets barn- och ungdomslitteraturgrupp 1975–1979, FoU-arbetare vid Stockholms universitet 1977–1980, ledamot av Utbildningsdepartementets barnkulturgrupp 1974–1978, konsulent vid Skolöverstyrelsen 1977–1982, styrelseledamot i Riksutställningar 1979–1985 och sekreterare i Kultur i skolan för Utbildningsdepartementet från 1995.
Han är författare till en rad böcker: Bild och form (1974), Barnen och kulturen (1978), Barns böcker, allas angelägenheter (1981), En skola för barn (1982), Bildspråket i skolan (1982), Buller och avgaser, slutplädering i Birkagårdsmålet (1987), Childrens pictorial language (1991), Bildspråkets grunder (1992), Tidsbilden (1992) och en uppsats om L.G. Sjöholm och A. Goés (1995).
Hasse Hansson var 1964–1982 gift med Gunilla Hansson (född 1939). Från 1994 var han gift med grundskolläraren Birgitta Ekmanner (född 1944), syster till Agneta Ekmanner. Han är gravsatt i minneslunden på Katarina kyrkogård i Stockholm.